# Възпиращ ефект
Възпиращ ефект е параметър на проектил на огнестрелно оръжие който определя доколко целта ще бъде поразена / извадена от строя или какво е възпиращото действие (KO Factor - Knock Out) срещу агресивно нападение. Например куршумите на армейски винтовки като 7,62×39 mm за АК-47 бидейки изцяло облечени не винаги нанасят тежки поражения тъй като излизайки от целта след попадение не отдават цялата си енергия. По-големите калибри имат по-голям възпиращ ефект но е свързано с неудобството от по-голямото тегло и размери на оръжието, а за армията и с теглото на количеството боеприпаси които може да носи войника. Същевременно значение има и скоростта на попадане на проектила в целта. При високоскоростни с малък калибър или стреловидни такива (Steyr ACR, AO-27 Ширяев ) се проявява хидродинамичен ефект изразяващ се в поразяване на нервната тъкан но при скорости над 7-800 м/сек което е трудно постижимо. Обикновения пистолетен куршум има начална скорост 300-500 м/сек. За да бъде разбрана и лесно изчислена възпиращата сила най-удобна е формулата на John Pondoro Taylor
Taylor KO Factor (TKOF), въпреки че се отнася само за ловни боеприпаси за много едър Дивеч (African big game).
{\displaystyle \mathrm {TKOF} ={\frac {m_{\mathrm {bullet} }\cdot v_{\mathrm {bullet} }\cdot d_{\mathrm {bullet} }}{7000}}}, където
Оригиналната формула е с делител 7000, поради това, че се използват мерките от имперските единици в грейн, фут/секунда и инч.
- {\displaystyle m_{Bullet}} е масата на куршума в зърна (старата англ. мярка грейн (зърно)(grains) (от теглото на зърно на житни култури с тегло 64,79891 mg). При записано тегло в паунди (pound), където 1 паунд се измерва със 7000 броя зърна, в знаменателят се поставя делител 7000;
- {\displaystyle v_{Bullet}} скоростта на куршума – фут в секунда;
- {\displaystyle d_{Bullet}} диаметър на куршума – в инчове.

Определянето на възпиращия ефект и поражението, записани с мерни единици от метричната система, може да се изчисли по формулата:
{\displaystyle \mathrm {TKOF} ={\mathbf {m} \cdot \mathbf {v} \cdot \mathbf {d}  \over 3500}}, където:
-m- масата на куршума в грамове;
-v- скоростта в метри в секунда;
-d- диаметър на куршума в милиметри.
Така полученото число за различните калибри отразява нагледно възпиращата сила без претенции за прецизност, като лесно дава ориентиране на един калибър спрямо друг. Възпиращата сила се определя и от способността на проектила да се фрагментира или сплесква при попадане в целта за увеличаване на челното съпротивление. Дум-дум е град в Индия където за първи път са употребени подобни куршуми и оттам става нарицателно.